# Miłość i tęsknota w Bombaju

Miłość i tęsknota w Bombaju (ang. Love and Longing in Bombay) – zbiór opowiadań indyjskiego pisarza Vikrama Chandry, autora "Świętych gier". Wydany po angielsku w 1997 roku, po polsku w 2008 roku (w tłum. Marka Fedyszaka). Nagrodzony Commonwealth Writers Prize dla najlepszej książki rejonu Eurazji.
Książka ta zawiera pięć opowiadań połączonych osobą narratora, młodego Radźita Śarmy, słuchającego w bombajskim barze opowieści starego Subramaniama. Bohaterami każdego opowiadania są różne osoby, tytuły opowiadań odnoszą się do pojęć w sanskrycie. Trzy z nich
- dharma (obowiązek),
- kama (miłość),
- artha (bogactwo, środki materialne)

przedstawiają sobą trzy z czterech celów życiowych, które (zgodnie ze starożytną filozofią indyjską) są przeznaczone człowiekowi. Brakuje tylko opowiadania zatytułowanego "Moksza (wyzwolenie)", które oznacza ostateczny cel życia człowieka. Czwarte opowiadanie nosi tytuł "Śakti". Słowo to oznacza – moc, siłę i kobiecy aspekt hinduskich bóstw. Ostatnie, piąte – "Śanti" (spokój) jest imieniem głównej bohaterki.
W jednym ze starych bombajskich domów mieści się niewidoczny na zewnątrz lokal. W tym barze, z którego widać morze, przy ginie młody Ranjit Śarma wysłuchuje opowieści starego Subramaniama:

## Dharma (obowiązek)
Historia domu nawiedzonego przez ducha. Bohaterem jej jest generał Dźago Antia, weteran wojny indyjskiego-chińskiej, stracił nogę w 1971 roku w wojnie z Pakistanem. Podziwiany surowy, samotny. Czując nadchodzącą starość generał wyjeżdża do Bombaju, aby sprzedać tam rodzinny dom nad morzem. Generał nie może sprzedać domu, dopóki nie uwolni się od nawiedzającego go ducha. Ta sytuacja konfrontuje starego człowieka z bólem jego dzieciństwa. Aby uwolnić się od dręczącego poczucia winy, generał musi  spotkać się ze swoim przedwcześnie zmarłym starszym bratem Soli i przeżyć jeszcze raz sytuację beztroskiej zabawy latawcem zamienioną w dramat utraty bliskiej osoby.

## Śakti (siła, moc kobieca)
Bohaterami tej opowieści są dwie rywalizujące ze sobą kobiety. Tłem tej walki o pozycję jest  bogaty bombajski światek Malabar Hill. Pochodzącej z Parsów Dolly Boatwalla, od lat pewnej swojej wysokiej pozycji w świecie bogaczy Bombaju trudno się pogodzić z zagrażającą jej popularnością nowobogackiej  byłej stewardesy i córki aptekarza, Sili. Konflikt między nimi zaostrza się jeszcze bardziej, gdy syn Sili, Rajiv zakochuje się w córce Dolly, Roxanie.

## Kama (miłość)
Opowiada historię inspektora policji sikha Sartadża Singha. Zmaga się on z samotnością i bólem z powodu odejścia żony. Jednocześnie prowadzi dochodzenie próbując rozwikłać zagadkę śmierci bogatego przedsiębiorcy. Kierując śledztwem dotyka on tajemnicy rodziny zamordowanego, dramatycznej relacji łączącej go z żoną i synem.
Sartadż Singh jest też bohaterem kolejnej sławnej książki Vikrama Chandry "Święte gry".

## Artha (bogactwo)
To opowiadanie w zadymionym bombajskim lokalu historii zasłyszanej w pociągu. Jej bohaterami jest dwójka programistów komputerowych Sandhia i Iqbal Das. Mierzą się właśnie ze stresem wynikającym z niemożnością znalezienia błędu w założonym przez nich programie komputerowego zabezpieczenia finansów przedsiębiorstwa. Iqbala dręczy strach przed niepowodzeniem, utratą pracy i rozczarowaniem ludzi, którzy im zaufali. Jego zagubienie pogłębia się, gdy musi on skonfrontować się z tajemnicą zaginięcia jego ukochanego.

## Śanti
W tym opowiadaniu Subramaniam we własnym już domu opowiada Rajitowi historię swojego małżeństwa z tytułową Śanti.